# Björn Vlasblom
Björn Vlasblom (28 januari 1990) is een Nederlands voetballer die als middenvelder bij onder meer FC Dordrecht speelde.

## Carrière
Hij begon met voetballen bij Oranje-Wit uit Dordrecht en kwam in de d-jeugd in de jeugdopleiding van Sparta. Vlasblom debuteerde onder trainer Aad de Mos in de eredivisie op 19 april 2010 als basisspeler bij Sparta Rotterdam in de thuiswedstrijd tegen FC Utrecht. In 2012 stapte hij over naar FC Dordrecht. Op 22 mei 2013 werd bekend dat Vlasblom terugkeerde naar Oranje Wit, waar hij in de hoofdklasse ging spelen.